# Перельман, Вадим Валерьевич
Вади́м Вале́рьевич Перельма́н (англ. Vadim Perelman; род. 8 сентября 1963, Киев) — американский кинорежиссёр, сценарист и продюсер.

## Биография
Родился в Киеве в семье главного инженера Каневской электростанции Валерия Перельмана (1940—1972) и его жены Жанны Рахвальской (род. 1941), до девяти лет жил в коммунальной квартире на улице Горького.
Рано остался без отца, который погиб в автокатастрофе в 1972 году. В 1977 году вместе с матерью через Италию эмигрировал в Канаду. Учился в Университете Альберты и киношколе Райрсонского университета в Торонто. С 1990 года живёт в Лос-Анджелесе.
В 2003 году снял профинансированный Стивеном Спилбергом дебютный фильм «Дом из песка и тумана» по одноимённому роману Андре Дюбуса с Дженнифер Коннелли и Беном Кингсли. Фильм был отмечен тремя номинациями на премию «Оскар», но прокат едва покрыл $16 млн, затраченные на съёмки.
В 2007 году снял свой следующий фильм «Вся жизнь перед глазами» с Умой Турман в главной роли. Сборы от фильма окупили чуть более половины бюджета (7+ млн долларов против 13 млн).
В 2013 году снял телесериал «Пепел» для канала «Россия» с Евгением Мироновым и Владимиром Машковым в главных ролях.
В 2015 года снял сериал «Измены» для канала ТНТ. В главных ролях Елена Лядова, Кирилл Кяро, Евгений Стычкин и Глафира Тарханова. Выиграл ТЭФИ в 2016 как лучший режиссёр.
В 2020 году снял фильм «Уроки Фарси» о Холокосте. Фильм был выдвинут на «Оскар» от Беларуси, но был снят с конкурса, так как комиссия посчитала недостаточной роль белорусской стороны в интернациональной производственной команде для выдвижения.
В 2024 году приступил к съемкам фильма «Фанатик» с Джимон Хонсу и Коди Смит-Макфи в главных ролях.

## Семья
Жена — Антонина Бояркина (Перельман), кастинг-директор. Дети — Джейкоб, Валерий и Рива.

## Фильмография

### Режиссёр
- 2003 — Дом из песка и тумана
- 2007 — Вся жизнь перед глазами
- 2013 — Пепел
- 2015 — Измены
- 2016 — Ёлки 5
- 2017 — Купи меня
- 2020 — Уроки фарси
- 2021 — Пропавшая

### Сценарист
- 2003 — Дом из песка и тумана

### Продюсер
- 2003 — Дом из песка и тумана
- 2007 — Вся жизнь перед глазами

### Актёр
- 2015 — Измены — гопник

## Награды
- Премия «Скрипач на крыше» в номинации «Кинематограф» (2021) — за фильм «Уроки фарси»[10].
- Премия «ТЭФИ» в номинации «Режиссёр телевизионного фильма/сериала» (2016) — за телесериал «Измены»